# 도쿠다촌 (이시카와현)
도쿠다촌(徳田村)은 이시카와현 가시마군에 있던 촌이다. 현재의 나나오시에 해당한다.

## 역사
- 1889년 4월 1일 - 정촌제 시행에 의해 가시마군 도쿠다촌이 성립하였다.
- 1939년 7월 20일 - 인근 촌 이장 연맹이 당시 내무부 장관에게 시제 시행 신청서를 보냈고, 같은 해 7월 20일 인근 촌들이 합병되어 나나미오시가 되어, 이로써 도쿠다촌은 50년의 역사에 막을 내리게 되었다.